# Yeelirrie-Uran-Lagerstätte
Die Yeelirrie-Uran-Lagerstätte ist eine oberflächennahe Uranlagerstätte in Australien. Sie befindet sich ungefähr 70 km südwestlich von Wiluna und 420 km nördlich von Kalgoorlie-Boulder im Bundesstaat Western Australia.
Der Name Yeelirrie stammt von einer Schafszuchtsstation, ist der Sprache der lokalen Aborigines entlehnt und bedeutet Platz des Todes.

## Vorkommen

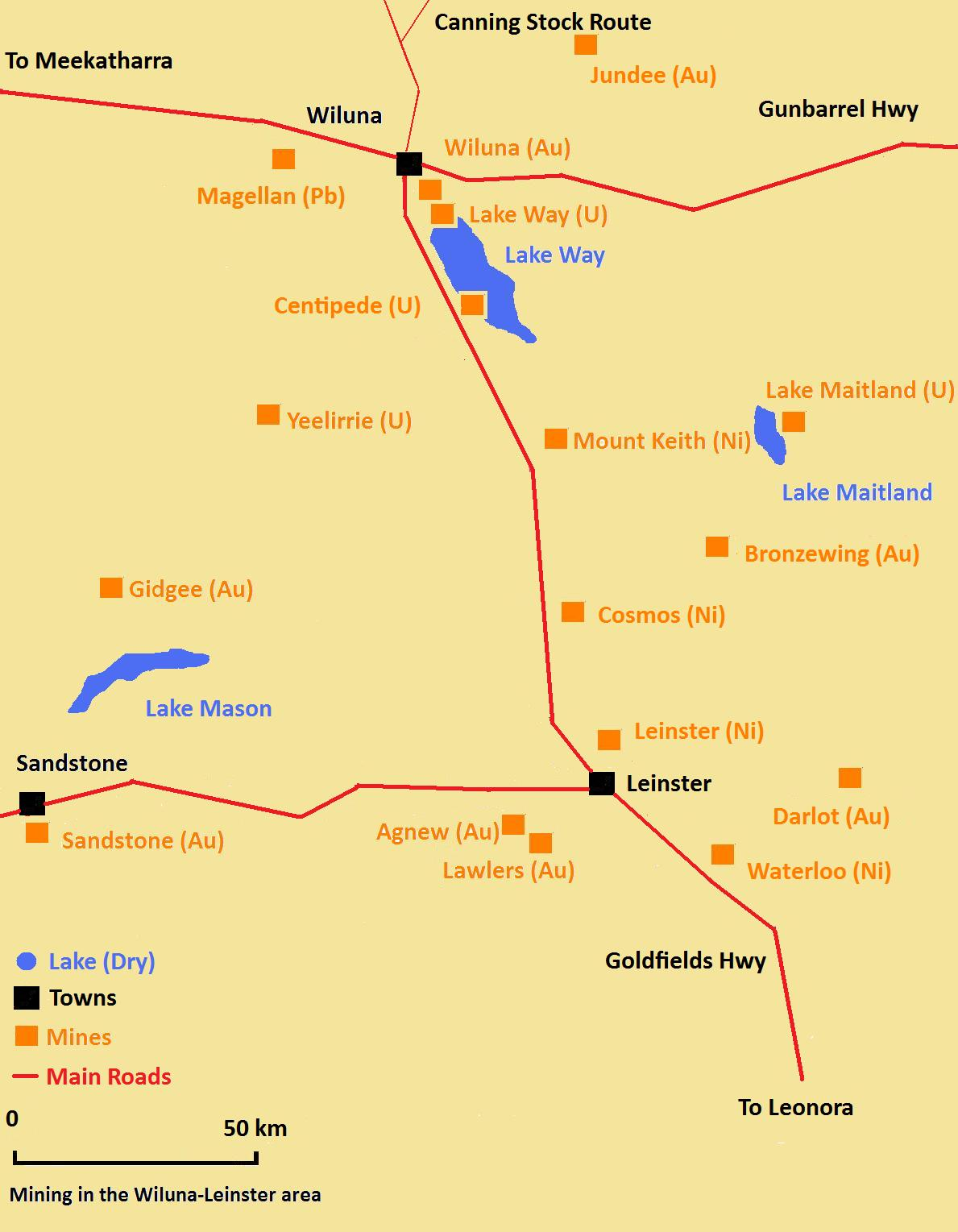
Lagekarte des Bergbaugebiets

Die Lagerstätte wurde im Jahr 1972 entdeckt und bis 1980 durch 6.000 Bohrungen erkundet. Sie umfasst ein Gebiet von 9 km² mit einer Breite von 1 km. Die Tiefe beträgt durchschnittlich 15 m bis maximal 25 m. Es handelt sich um eine durchschnittlich sieben Meter mächtige Schicht Konglomerat mit einer durchschnittlichen Überdeckung von fünfeinhalb Metern. Die Lagerstätte gehört zum Sandstein-Typ, ihr Urangehalt beträgt 0,14 bis 0,15 %. Der Gesamtinhalt der Lagerstätte wird auf 44.000 t Uranoxid (gemessen als Uran(V,VI)-oxid U3O8) geschätzt; als Beiprodukt fällt Vanadium an.

## Geschichte
Als im März 1979 der Uranabbau beginnen sollte, protestierten die Gewerkschaften Transport Workers Union of Australia, Australian Railways Union, Seamen Union sowie Waterside Workers Federation und erklärten, dass sie kein Uranerz transportieren werden. Der Bergbau wurde 1983 beendet, als die regierende Labor Party entschied, nur drei Bergwerke zuzulassen (Three mine policy, übersetzt Drei-Bergwerke-Politik). Yeelirrie gehörte nicht zu diesen Bergwerken. Anschließend zogen sich die Investoren aus dem Projekt zurück und es wurde eingestellt; fallende Uranpreise infolge schwindender Nachfrage spielten ebenfalls eine Rolle. Weitere Auseinandersetzungen um das Projekt entstanden 1985, als 4.000 t Uranoxid gewonnen werden sollten. Erste Untersuchungen des Projekts kamen zu dem Ergebnis, dass dabei 27.000 t radioaktiver Müll entstehen würde und das Personal lediglich vor Radongas geschützt werden sollte.
WMC wurde 2005 von BHP Billiton übernommen.
Bis 2008 hatte die westaustralische Provinzregierung ein Uranabbauverbot verhängt, das nach der Wahlniederlage der Labor Party durch die Liberal Party aufgehoben wurde. Gegen diese politische Entscheidung gab es Proteste der Anti-Nuclear Alliance of Western Australia. Die lokalen Aborigines kritisierten die Regierung und forderten Garantien für ihr Land und die dort lebenden Tiere.

## Geplanter Abbau
Das Yeeliree-Projekt wird von der BHP Billiton nunmehr seit 2008 vorangetrieben und ist eines von drei Uranabbau-Projekten in Western Australia und soll seine Produktion 2014 beginnen. Die anderen Projekte befinden sich am Lake Maitland, das seine Produktion 2012 beginnen, und am Lake Way, das 2013 Uran abbauen wird.
Die Yeelirrie-Lagerstätte ist laut Angaben von BHP Billiton die zweitgrößte Uranlagerstätte Australiens. Als die Regierung des australischen Bundeslandes Western Australia den Uranabbau ab 2008 erlaubte, unternahm BHP Billiton ab November 2008 weitere Untersuchungen und beabsichtigt, den Abbau ab 2014 aufzunehmen. Zur Aufbereitung des Uranerzes soll eine Aufbereitungsanlage mit einer Kapazität von 80 t Yellowcake pro Woche gebaut werden. Während zunächst eine Jahresproduktion von 2.000 Tonnen U3O8 geplant wurde, stellte BHP Billiton im Februar 2010 einen Antrag auf Ausweitung der Fördergenehmigung auf 3.500 Jahrestonnen, da ein Abbau unterhalb dieser Menge unwirtschaftlich sei.
Das abgebaute Uran soll durch South Australia bis ins Northern Territory mit der Eisenbahn transportiert werden.